# وادي الابيلة
وادي الابيلة واد، بقضاء الرطبة، بمحافظة الأنبار بهضبة الحماد، بالبادية العراقية غرب العراق، البعد حوالي 8 كيلومترات بينه وبين شمال مدينة الرطبة.، ويقع عليه سد الابيلة أحد السدود الصغيرة في المحافظة.